# 迈尔斯·罗宾逊
迈尔斯·戈多·罗宾逊（Miles Gordo Robinson，1997年3月14日—）是美国职业足球运动员，他在马萨诸塞州阿灵顿出生和长大，司职后卫，效力于美国职业足球大联盟阿特蘭大聯足球會和美國國家足球隊。
2021年8月1日，罗宾逊在2021年美洲金盃决赛的第117分钟攻入致勝一球，最終美国队1-0戰勝墨西哥队，夺得金杯賽冠軍。